# Gordon H. Mansfield
Pour les articles homonymes, voir Mansfield.
Gordon H. Mansfield, né le 15 septembre 1941 à Pittsfield (Massachusetts) et mort le 29 janvier 2013 à Washington, D.C., est un homme politique américain. Membre du Parti républicain, il est secrétaire aux Anciens combattants par intérim d'octobre à décembre 2007 dans l'administration du président George W. Bush.

## Biographie
Le 3 novembre 2003, il est nommé secrétaire adjoint aux Anciens combattants, confirmé par le Sénat, le 22 janvier 2004.
Le 1er octobre 2007, il remplace Jim Nicholson et ce jusqu'au 20 décembre 2007.